# Тотурбиев, Тотурбий Джакаевич
Тотурбий Джакаевич Тотурбиев (кум. Тотурбийлени Тотурбий Джакайны уланы; 20 января 1941, с. Узун-отар, Дагестанская АССР — 27 февраля 1993, Москва) — российский общественный и политический деятель, строитель. Депутат Народного собрания Дагестана (1991). Начальник объединения «Дагводстрой» (до 1993).

## Биография
Родился 20 января 1941 года в селе Узун-отар (ныне Тотурбийкала) Хасавюртовского района Дагестанская АССР. По национальности — кумык.
Работал руководителем ПМК-8, на ее базё в 1974 году организовал трест «Промжилстрой», возводивший заводы и фабрики, жилье, детские сады и школы, объекты здравоохранения, жилищно-коммунального хозяйства и культурной сферы. До 1993 года возглавлял объединение «Дагводстрой».
В 1991 году был избран депутатом Народного собрания Дагестана. Являлся неформальным лидером кумыков.
В ночь на 28 февраля 1993 года Тотурбиев был убит в столичной гостинице «Москва», где остановился перед поездкой в Испанию. Убийцы не были найдены.

## Награды
- Заслуженный строитель РСФСР[1].
- Заслуженный строитель Дагестана.

## Память
В честь Тотурбиева село Узун-отар было переименовано в Тотурбийкалу. Также его имя присвоено одной из центральных улиц города Хасавюрт.